# ダーティファイター
『ダーティファイター』（Every Which Way But Loose）は、1978年のアメリカ映画。

## ストーリー
ビールとカントリー音楽を愛する長距離トラック運転手ファイロは百戦錬磨のストリートファイター。仕事を終えてロスに戻ってきたファイロは早速近くの酒場で喧嘩を吹っかけてきた男を軽くK.Oした後はママと相棒オーヴィル、オランウータンのクライドの待つ家に帰っていった。
翌日のストリートファイトに圧勝した彼はなじみの店で新入りの歌手のリンを見初める。その日から毎日彼女のステージを終わるのを待って送っていったファイロはリンにちょっかいを出してきた暴走族・ブラックウィドーのメンバーを叩きのめす。しかし、リンはカントリー・ウェスタンのスターになると言っていきなり去ってしまう。ファイロはショックから飲み屋にいたロス市警の警官たちを殴り倒す。ファイロとオーヴィルとクライドを連れてリンの後を追ったのを知ると警官も追いかける。道中、オーヴィルが拾った娘エコーも加わえたファイロ一行は行く先々でオーヴィルがプロモートしたストリートファイトに連戦連勝し、旅の資金を稼いでいった。
一方、ファイロを捜しにきた暴走族をママがショットガンで撃退。コロラドで警官や暴走族の襲撃を撃退したファイロだったが、一晩ヨリを戻したリンに「追っかけてきたバカな男」と罵られる。炭坑夫とのファイトで死にもの狂いに向かってくる男に、自分の姿を見るようでわざと負ける。故郷に戻るファイロたちの顔は晴れやかだった。

## キャスト
| 役名                     | 俳優                       | 日本語吹替                                     |
| 役名                     | 俳優                       | 日本テレビ版                                   |
| ------------------------ | -------------------------- | ---------------------------------------------- |
| ファイロ・ベドー         | クリント・イーストウッド   | 山田康雄                                       |
| リン・ハルゼイ＝テイラー | ソンドラ・ロック           | 高島雅羅                                       |
| オーヴィル・ボッグス     | ジェフリー・ルイス         | 阪脩                                           |
| ママ・ボッグス           | ルース・ゴードン           | 堀越節子                                       |
| エコー                   | ビヴァリー・ダンジェロ     | 幸田直子                                       |
| コーラ                   | ジョン・クエイド           | 石田太郎                                       |
| パットナム               | グレゴリー・ウォルコット   | 高木二朗                                       |
| ハーブ                   | ジェームズ・マクイーチン   | たてかべ和也                                   |
| ダラス                   | ビル・マッキーニー         | 千田光男                                       |
| ウッディ                 | ロイ・ジョンソン           | 峰恵研                                         |
| エルモ                   | ウィリアム・オコンネル     | 田中康郎                                       |
| フランク                 | ダン・ヴァディス           | 徳丸完                                         |
| タンク・マードック       | ウォルター・バーンズ       | 村松康雄                                       |
| ハーラン                 | リチャード・ジェイミーソン | 納谷六朗                                       |
| スカイラー               | ブルース・スコット         | 古田信幸                                       |
| 不明 その他              |                            | 田村錦人 石森達幸 亀井三郎 片岡富枝 中島喜美栄 |
|                          |                            |                                                |
| 演出                     | 演出                       | 蕨南勝之                                       |
| 翻訳                     | 翻訳                       | 大野隆一                                       |
| 効果                     | 効果                       | 遠藤堯雄 桜井俊哉                              |
| 調整                     |                            |                                                |
| 制作                     | 制作                       | 東北新社                                       |
| 解説                     | 解説                       | 水野晴郎                                       |
| 初回放送                 | 初回放送                   | 1983年4月13日 『水曜ロードショー』             |

## 音楽
サウンドトラック アルバムに含まれる新曲
- "Every Which Way but Loose" - 映画と同名の主題歌
- "Coca-Cola Cowboy"

## 評価
レビュー・アグリゲーターのRotten Tomatoesでは27件のレビューで支持率は41%、平均点は5.00/10となった。Metacriticでは8件のレビューを基に加重平均値が41/100となった。

## 受賞歴
- American Movie Awards 1980
  - Best Original Song